# (Can’t You) Trip Like I Do
«(Can't You) Trip Like I Do» — песня, записанная индастриал-рок-группой Filter совместно с электронным дуэтом The Crystal Method. 7 октября 1997 года лейблами Epic и Immortal Records композиция была выпущена в качестве сингла для поддержки саундтрека к фильму Спаун. «(Can't You) Trip Like I Do» является первым и заглавным треком в саундтреке; в самом фильме песня звучит в титрах. Композиция также звучала в трейлере фильма Матрица и в проморолике к видеоигре Enter the Matrix, однако непосредственно в саундтреки к фильму и к игре «(Can't You) Trip Like I Do» не вошла.

## Видеоклип

Кадр из клипа

На песню был выпущен видеоклип, снятый Флорией Сигизмонди. По сюжету клипа вокалист группы Filter Ричард Патрик являлся испытуемым, и ко всему его телу было подведено множество проводов, подключенных к мониторам. За ходом эксперимента наблюдали, представленные в роли секретных агентов, участники дуэта The Crystal Method. В ходе эксперимента они получают результат и убегают. Позже Ричард Патрик и другой участник Filter начинают преследовать агентов. Поиски приводят их в ту же лабораторию, где и проходило исследование. Сюжетно видео фактически не связано с фильмом; клип лишь изредка прерывают его фрагменты.

## Список композиций
Maxi-CD / Грампластинка
| №  | Название                                         | Длительность |
| -- | ------------------------------------------------ | ------------ |
| 1. | «(Can't You) Trip Like I Do» (Album Version)     | 4:25         |
| 2. | «(Can't You) Trip Like I Do» (Danny Saber Remix) | 3:39         |
| 3. | «(Can't You) Trip Like I Do» (Instrumental)      | 4:25         |
| 4. | «Trip Like I Do»                                 | 7:35         |

Промо-CD
| №  | Название                                         | Длительность |
| -- | ------------------------------------------------ | ------------ |
| 1. | «(Can't You) Trip Like I Do» (Danny Saber Remix) | 3:39         |
| 3. | «(Can't You) Trip Like I Do» (Vegas Version)     | 4:25         |
| 4. | «(Can't You) Trip Like I Do» (Instrumental)      | 7:35         |

## Позиции в чартах
| Чарт (1997)                  | Высшая позиция |
| ---------------------------- | -------------- |
| Billboard Modern Rock Tracks | 29             |
| UK Singles Chart             | 39             |